# Внешние отмели (сериал)
«Вне́шние отмели» (англ. Outer Banks) — американский приключенческий детективный телесериал для подростковой аудитории, созданный братьями Джошем и Джонасом Пейт и Шеннон Берк. Премьера первого сезона, включающего в себя 10 серий, состоялась 15 апреля 2020 года на стриминговом сервисе Netflix.
В июле 2020 года сериал был продлён на второй сезон, также состоящий из 10 серий. Премьера второго сезона состоялась 30 июля 2021 года.
7 декабря 2021 года сериал официально продлили на третий сезон, который будет состоять из 10 эпизодов. В феврале 2023 года, в преддверии премьеры третьего сезона, сериал продлили на четвёртый сезон. 7 ноября 2024 года сериал продлили на пятый сезон, который станет последним.

## Сюжет
Первый сезон
После бушующего урагана подросток Джон Би и трое его друзей находят карту и отправляются на поиски легендарного клада, связанного с пропавшим отцом Джона, который оценивается в 400 миллионов долларов. Действие происходит на острове, жители которого делятся на две группы — состоятельную (акулы) и не очень (живцы).
Второй сезон
На карту поставлены состояние и будущее, и живцы несутся на всех парах навстречу опасностям и новым тайнам, сталкиваясь со старыми и новыми врагами. Поуп, Киара и Джей-Джей ищут способы доказать невиновность лучшего друга в убийстве шерифа Питеркин, а Сара и Джон Би пытаются спастись от серьёзной угрозы на Багамах.
Третий сезон
Новые приключения переносят живцов на Карибы и далеко за их пределы — друзья вступают в соревнование с опасным соперником в поисках легендарного затерянного города.

## В ролях

### Основной состав
- Чейз Стоукс — Джон Би Раутледж, главарь живцов.
- Мэдлин Клайн — Сара Кэмерон, дочь Уорда Кэмерона и любовный интерес Джона Би. Ранее принадлежала к акулам, но теперь является живцом.
- Мэдисон Бейли[англ.] — Киара «Ки» Каррера, дочь успешного владельца ресторана, которая дружит с живцами, хоть технически и является акулой.
- Джонатан Дэвисс[англ.] — Поуп Хэйуорд, главный мозг живцов.
- Руди Панкоу — Джей-Джей Мэйбэнк, лучший друг Джона Би, живец.
- Остин Норт[англ.] — Топпер Торнтон, бывший парень Сары.
- Чарльз Истен — Уорд Кэмерон, отец Сары, Рэйфа и Уизи, муж Роуз.
- Дрю Старки — Рэйф Кэмерон, старший брат Сары и Уизи.
- Карласия Грант — Клео, живец (с третьего сезона).

### Второстепенный состав
- Адина Портер — Сьюзен Питеркин, погибший шериф.
- Каллен Мосс[англ.] — Виктор Шуп, шериф округа Килдэр, ранее офицер.
- Джулия Антонелли — Уизи Кэмерон, младшая сестра Сары и Рэйфа.
- Кэролайн Арапоглу — Роуз Кэмерон, жена Уорда и мачеха его детей.
- Э. Роджер Митчелл[англ.] — Хэйуорд, отец Поупа.
- СиСи Кастилло — Лана Граббс, вдова Скутера Граббса, погибшего во время урагана «Агата».
- Шелле Рамос — Офицер Плам, работает вместе с Шупом и Питеркин.
- Брайан Штапф — Круз, головорез.
- Дейон Смит — Келси, друг Рэйфа.
- Николас Чирилло — Барри, наркодилер Рэйфа и владелец ломбарда.
- Чарльз Халфорд — Джон Раутледж-старший, отец Джона Би.
- Гэри Викс[англ.] — Люк, отец Джей-Джея.
- Саманта Соул — Анна, мать Киары.
- Брэд Джеймс[англ.] — Агент Брэтчер, работает с Шупом.
- Терренс Розмор — Терранс, капитан грузового судна, направляющегося в Нассау, Багамы.
- Элизабет Митчелл — Карла Лимбри, бывшая соратница Уорда в поиске Королевского купца.
- Джесси С. Бойд — Ренфилд, младший сводный брат Лимбри.

## Кастинг
Наряду с первоначальным объявлением о сериале сообщалось, что на главные роли выбраны Чейз Стоукс, Мэделин Клайн, Мэдисон Бейли, Джонатан Дэвисс, Руди Панкоу, Чарльз Истен, Остин Норт и Дрю Старки. 2 июля 2019 года Кэролайн Арапоглу присоединилась к актёрскому составу в повторяющейся роли. 22 октября 2020 года стало известно, что Элизабет Митчелл сыграла второстепенную роль во втором сезоне.

## Производство
Один из создателей Джонас Пейт планировал снимать фильм в Уилмингтоне, Северная Каролина, но Netflix решил не снимать там шоу из-за законопроекта Палаты представителей (House Bill 2 или HB2). Основные съёмки первого сезона начались 1 мая 2019 года в Чарлстоне, Южная Каролина. Съёмки второго сезона начались 31 августа 2020 года. Съёмки третьего сезона начались 15 февраля 2022 года и завершились 19 августа того же года. Съёмки четвертого сезона начнутся 12 июня 2023 года в Чарлстоне и завершаться 15 декабря того же года.

## Сезоны
| Сезон | Сезон | Эпизоды | Оригинальная дата показа        | Оригинальная дата показа        |
| Сезон | Сезон | Эпизоды | Премьера сезона                 | Финал сезона                    |
| ----- | ----- | ------- | ------------------------------- | ------------------------------- |
|       | 1     | 10      | 15 апреля 2020                  | 15 апреля 2020                  |
|       | 2     | 10      | 30 июля 2021                    | 30 июля 2021                    |
|       | 3     | 10      | 23 февраля 2023                 | 23 февраля 2023                 |
|       | 4     | 10      | 10 октября 2024 / 7 ноября 2024 | 10 октября 2024 / 7 ноября 2024 |

## Список эпизодов

### Сезон 1 (2020)
| № общий | № в сезоне | Название                              | Режиссёр     | Автор сценария                            | Дата премьеры  |
| --- | ---------- | ------------------------------------- | ------------ | ----------------------------------------- | -------------- |
| 1 | 1          | «Пилот» «Pilot»                       | Джонас Пейт  | Джош Пейт, Шеннон Бёрк, Джонас Пейт       | 15 апреля 2020 |
| После урагана Джон Би, Джей-Джей, Поуп и Киара находят таинственную затонувшую лодку и с головой окунаются в опасности и приключения.                        |            |                                       |              |                                           |                |
| 2 | 2          | «Компас удачи» «The Lucky Compass»    | Джонас Пейт  | Шеннон Бёрк, Джош Пейт, Джонас Пейт       | 15 апреля 2020 |
| Джон Би убеждён, что найденная в лодке вещь связана с его пропавшим отцом. Вместе с друзьями он начинает отчаянные поиски ответов.                           |            |                                       |              |                                           |                |
| 3 | 3          | «Запретная зона» «The Forbidden Zone» | Чери Ноулан  | Джош Пейт, Джонас Пейт, Шеннон Бёрк       | 15 апреля 2020 |
| Четвёрка нарушает закон, чтобы проникнуть в тайну морских глубин, Джон Би конфликтует с Сарой, а Поуп совершает заплыв во имя мести.                         |            |                                       |              |                                           |                |
| 4 | 4          | «Шпионские игры» «Spy Games»          | Чери Ноулан  | Джонас Пейт, Джош Пейт, Шеннон Бёрк       | 15 апреля 2020 |
| Безнадзорная жизнь Джона Би не остаётся незамеченной, но в нужный момент его выручает — и преображает — человек, от которого он не ждал помощи.              |            |                                       |              |                                           |                |
| 5 | 5          | «Праздник солнцестояния» «Midsummers» | Джонас Пейт  | Джош Пейт, Шеннон Бёрк, Джонас Пейт       | 15 апреля 2020 |
| Джон Би уверен, что сделал прорыв в охоте за золотом, но его желание задействовать в поисках Сару приводит к конфликтам.                                     |            |                                       |              |                                           |                |
| 6 | 6          | «Груз 9» «Parcel 9»                   | Джонас Пейт  | Кит Джозеф Эдкинс, Кэтлин Хейл, Джош Пейт | 15 апреля 2020 |
| Мрачная легенда, треснувшая дружба, новая жизнь Джона Би и упорные поиски сокровища — всё это не даёт команде расслабиться.                                  |            |                                       |              |                                           |                |
| 7 | 7          | «Мёртвый штиль» «Dead Calm»           | Валери Уайсс | Кэтлин Хейл, Джош Пейт, Джонас Пейт       | 15 апреля 2020 |
| Друзья пытаются добыть немного наличных. Тем временем Джей-Джей поступает всё безрассудней, а Джон Би сближается с Сарой, чем вызывает подозрения у её отца. |            |                                       |              |                                           |                |
| 8 | 8          | «Взлётная полоса» «The Runway»        | Валери Уайсс | Рэйчел Альтер, Джош Пейт, Джонас Пейт     | 15 апреля 2020 |
| Джон Би узнаёт правду о своём отце и запускает череду событий, которые подвергают риску всё, к чему он вместе с друзьями так старательно шел.                |            |                                       |              |                                           |                |
| 9 | 9          | «Колокольня» «The Bell Tower»         | Джонас Пейт  | Дэн Дворкин, Джей Битти, Джош Пейт        | 15 апреля 2020 |
| Вариантов всё меньше, враги всё ближе, и Джону Би нужен план побега. Сару принуждают к сложному выбору. Поуп даёт волю эмоциям.                              |            |                                       |              |                                           |                |
| 10 | 10         | «Фантом» «The Phantom»                | Джонас Пейт  | Джош Пейт, Шеннон Бёрк, Джонас Пейт       | 15 апреля 2020 |
| Заполонившие остров стражи порядка и надвигающийся шторм — далеко не все препятствия, с которыми Джону Би придётся столкнуться во время побега.              |            |                                       |              |                                           |                |

### Сезон 2 (2021)
| № общий | № в сезоне | Название                                | Режиссёр       | Автор сценария                      | Дата премьеры |
| --- | ---------- | --------------------------------------- | -------------- | ----------------------------------- | ------------- |
| 11 | 1          | «Золото» «The Gold»                     | Джонас Пейт    | Джош Пейт, Шеннон Бёрк, Джонас Пейт | 30 июля 2021  |
| Джон Би хочет заполучить золото и остаться на свободе, но даёт Саре обещание, которое может помешать его планам. Друзья ощущают его отсутствие дома.                   |            |                                         |                |                                     |               |
| 12 | 2          | «Ограбление» «The Heist»                | Джонас Пейт    | Джош Пейт, Джонас Пейт, Шеннон Бёрк | 30 июля 2021  |
| Время на исходе, и Джон Би и Сара соглашаются на непростую сделку. Киара, Джей-Джей и Поуп ищут доказательства, чтобы уличить Уорда и Рэйфа.                           |            |                                         |                |                                     |               |
| 13 | 3          | «Молитвы» «Prayers»                     | Джонас Пейт    | Джош Пейт, Джонас Пейт, Шеннон Бёрк | 30 июля 2021  |
| Джон Би и Сара отчаянно ищут помощи, но оказываются в сложной ситуации. Поуп получает загадочное приглашение на встречу за городом.                                    |            |                                         |                |                                     |               |
| 14 | 4          | «Возвращение домой» «Homecoming»        | Джонас Пейт    | Шеннон Бёрк, Джош Пейт, Джонас Пейт | 30 июля 2021  |
| Бензин на нуле, денег нет, в итоге Джон Би и Сара попадают в историю. Поуп приезжает на встречу в Чарльстоне, где ему предлагают зловещую сделку.                      |            |                                         |                |                                     |               |
| 15 | 5          | «Самое тёмное время» «The Darkest Hour» | Валери Уайсс   | Джош Пейт, Шеннон Бёрк, Джонас Пейт | 30 июля 2021  |
| Джей-Джей придумывает, как вызволить Джона Би, но план рискованный. Поуп выискивает информацию о ключе. Киара и Сара переживают последствия семейных скандалов.        |            |                                         |                |                                     |               |
| 16 | 6          | «Дратер» «My Druthers»                  | Санни Ходж     | Джош Пейт, Шеннон Бёрк, Джонас Пейт | 30 июля 2021  |
| Джон Би недоволен, что Сара возобновила отношения с прежним парнем. Сотканная Уордом паутина лжи начинает рваться. Поуп открывает шокирующую семейную тайну.           |            |                                         |                |                                     |               |
| 17 | 7          | «Костёр» «The Bonfire»                  | Дарнелл Мартин | Джош Пейт, Шеннон Бёрк, Джонас Пейт | 30 июля 2021  |
| Сара старается прийти в себя после того, что учинил Уорд. Её привязанность к Джону Би и Живцам подвергается испытанию. Ревность и гнев вспыхивают на ежегодном костре. |            |                                         |                |                                     |               |
| 18 | 8          | «Крест» «The Cross»                     | Дарнелл Мартин | Джош Пейт, Шеннон Бёрк, Джонас Пейт | 30 июля 2021  |
| Ребята отважно колесят по опасным дорогам и трясинам с новыми зацепками в руках, пытаясь спасти наследие Поупа.                                                        |            |                                         |                |                                     |               |
| 19 | 9          | «В ловушке» «Trapped»                   | Джонас Пейт    | Джош Пейт, Шеннон Бёрк, Джонас Пейт | 30 июля 2021  |
| Медицинские проблемы, любопытный сосед, родительский ультиматум — пытаясь спасти семейное наследие Поупов, Живцы сталкиваются с целой чередой неприятностей.           |            |                                         |                |                                     |               |
| 20 | 10         | «Coastal Venture» «The Coastal Venture» | Джонас Пейт    | Джош Пейт, Шеннон Бёрк, Джонас Пейт | 30 июля 2021  |
| Джон Би, Поуп, Джей-Джей и Киара напряжённо готовятся к решающему столкновению на борту корабля. Сара осознаёт горькую правду об ужасающем положении в её семье.       |            |                                         |                |                                     |               |

## Критика и отзывы
Стив Грин из IndieWire поставил сериалу «четвёрку» и написал обзор, в котором говорилось: «Некоторые из этих более поздних противостояний сгибаются под тяжестью их сюжетной связи, но когда Внешние отмели набирают свою мелодраму в нужное место, появляется достаточно веселья, чтобы удержать жаждущую историй аудиторию по следу». Рецензируя сериал для The Hollywood Reporter, Дэниел Финберг описал сериал как «красивые люди, симпатичная кинематография» и сказал: «в сериале много персонажей и сюжетных тем, которые кажутся актуальными или даже важными…».
Что касается Rotten Tomatoes, сериал имеет рейтинг одобрения 71 % на основе 21 отзыва со средним рейтингом 6,72 из 10. Критический консенсус веб-сайта гласит: «Сверхтонкая мелодрама Внешние отмели уравновешивается сильным чувством приключения, которое обязательно зацепит тех, кто хочет запечатлеть это ощущение лета».
На Metacritic он имеет средневзвешенный балл — 61 из 100 на основе 9 обзоров, что в целом указывает на положительные отзывы.

## Русский дубляж
Производство: студия «Пифагор»
- Переводчик: Эмилия Стебулянина
- Автор синхронного текста: Марина Малышева
- Режиссёр: Елена Шульман
- Звукорежиссёр записи: Денис Вакуленко
- Звукорежиссёр монтажа: Евгения Гордеева
- Звукорежиссёр перезаписи: Павел Емельянов
- Менеджер проекта: Анна Атаян

### Роли дублировали
- Егор Жирнов — Джон Би
- Антон Колесников — Поуп
- Иван Вальберг — Джей-Джей
- Юлия Довганишина — Киара «Ки»
- Юлия Горохова — Сара Кэмерон
- Даниил Эльдаров — Уорд Кэмерон
- Софья Ануфриева — Роуз Кэмерон
- Михаил Хрусталёв — Офицер Шуп
- Александр Воронов — Хэйуорд
- Кирилл Туранский — Барри
- Елизавета Шэйх — Офицер Плам
- Евгений Толоконников — Брэтчер
- Юлия Ворина — Уизи Кэмерон
- Евгений Хазов — Топпер
- Евгений Рубцов — Рэйф Кэмерон
- Сергей Чихачёв — Рейнджер Хэйс
- Елена Шульман — Шериф Питеркин

Дополнительный актёрский состав: Евгений Невар, Сергей Журавлёв, Мартин Акопян, Елизавета Абдуллаева, Кристина Таскина, Павел Карпов.

## Награды и номинации
| Год                    | Награда                      | Номинация      | Номинант(ы) | Итог |
| ---------------------- | ---------------------------- | -------------- | ----------- | ---- |
| 2020                   |                              |                |             |      |
| People's Choice Awards | The Show of 2020             | Внешние отмели | Номинация   |      |
| People's Choice Awards | The Drama Show of 2020       | Внешние отмели | Номинация   |      |
| People's Choice Awards | The Male TV Star of 2020     | Чейз Стоукс    | Номинация   |      |
| People's Choice Awards | The Drama TV Star of 2020    | Чейз Стоукс    | Номинация   |      |
| People's Choice Awards | The Bingeworthy Show of 2020 | Внешние отмели | Победа      |      |
| People's Choice Awards |                              |                |             |      |